# Love in the Time of Cholera (EP)
Love in the Time of Cholera —en español: El amor en los tiempos del cólera— es el segundo EP de la cantautora colombiana Shakira, lanzado al mercado musical el 15 de enero de 2008 por Columbia Records en Europa, el 25 de febrero de 2008 por Epic Records en Estados Unidos y en fechas cercanas alrededor del mundo. Love in the Time of Cholera también forma parte de la banda sonora de la película del mismo nombre dirigida por Mike Newell y protagonizada por Javier Bardem y Giovanna Mezzogiorno, basada principalmente en la obra literaria del mismo nombre escrita por el autor colombiano Gabriel García Márquez. La canción «Despedida» fue nominada a mejor canción original en los Premios Globo de Oro de 2007. 

## Producción musical
Shakira trabajó con el compositor Argentino Pedro Aznar en la coproducción de dos canciones que luego serían incluidas en el EP grabado en Londres, Inglaterra a mediados del segundo semestre de 2007. El EP se compone de dos géneros bolero y folk, y las letras principalmente hablan sobre el romanticismo, la melancolía y la sensualidad, las melodías de las canciones tienen cierto «estilo» y cierta «coincidencia» en otros temas de Aznar que muestra en la banda sonora como «Love» y «In the Time of Cholera», los cuales están en una tonalidad de Fa' mayor. «Pienso en ti» fue la única canción que fue utilizada de su álbum debut Pies descalzos (1995), la cual expresa un lamento y «evoca el lamento de los Andes».

## Recepción crítica
Thom Jurek de Allmusic comento que «La banda sonora de la adaptación cinematográfica de la novela de Gabriel García Márquez, El amor en los tiempos del cólera, es una pequeña obra maestra [...]», también añadió que «la música es más expresionista que la directa, para aquellos que vieron la película, esta música, sin duda, evoca los recuerdos de las diversas imágenes y escenas de la misma[...]», Jurek también felicitó a Shakira diciendo que las canciones «preceden a mostrar las bases para que mediante el uso de instrumentos no sólo de las estructuras tradicionales, sino canciones folclóricas y su maravillosa voz, y tiene algo que vale la pena pagar.».

## Promoción
Shakira asistió al estreno de la película en Las Vegas, Nevada, vestida con un traje turquesa y acompañada por Antonio de la Rúa el 6 de noviembre de 2007 y confirmó que produciría tres canciones las cuales fueron interpretadas esa misma noche, además se confirmó que el dinero de las entradas para ver a Shakira esa noche en la alfombra roja serían donadas a su Fundación Pies Descalzos. Shakira interpretó «Hay amores» durante su presentación en Rock in Rio el 4 de julio de 2008, interpretó la canción sentada al lado de un piano en un traje negro de dos piezas. En 2010 y 2011 durante su gira mundial Sale el sol World Tour, Shakira interpretó «Despedida» durante un popurrí con la canción de la banda estadounidense Metallica «Nothing Else Matters», Shakira interpreta la canción durante el segmento gitano de la gira, vestida en un top de color plateado y una falda de color rojo.  Jon Pareles de The New York Times felicitó a Shakira durante su presentación el 21 de septiembre de 2010 en el Madison Square Garden en Nueva York diciendo que «ella usa su cuerpo, se mueve con una sonrisa de niña y la danza finamente es calibrada y sensual.» La presentación de la gira puede ser vista en el DVD En vivo desde París (2011).

## Lista de canciones
| N.º  | Título                 | Música              | Escritor(es)         | Duración |  |
| 1.   | «Hay amores»           | Antonio Pinto       | Shakira, Pedro Aznar | 3:18     |  |
| 2.   | «Despedida»            | Pinto               | Shakira, Aznar       | 2:52     |  |
| 3.   | «Pienso en ti» (bonus) | Luis Fernando Ochoa | Shakira, Ochoa       | 2:25     |  |
| 9:55 |                        |                     |                      |          |  |

## Listas
| Territorio | Lista                                       | Mejor posición |
| ---------- | ------------------------------------------- | -------------- |
|            | World Albums Soundtracks/OST Top 20 Singles | 5              |

## Lanzamientos
| País           | Fecha                   | Formato              |
| -------------- | ----------------------- | -------------------- |
| [ 18 ]         | 13 de noviembre de 2007 | Descarga digital     |
| España         | 15 de enero de 2008     | CD                   |
| Estados Unidos | 25 de febrero de 2008   | CD, Descarga digital |

## Créditos y personal
Créditos adaptados de Allmusic.
| - Mario Acosta — Percusión - Jorge Luis Aguilar — Músico - Juan Ávila — Música - Collette Barber — Representante del estudio - Robin Baynton — Asistente del ingeniero - Andy Brown — Música contratista - Bruno Buarque — Percusión - Juan David Castaño — Marimba y percusión - Ed Cortes — Conductor - Marilia Franco — Productor ejecutivo - Juan David García — Investigación de la música | - Edson Guideitti — Guitarra (acústica) - Marcelo Jaffé — Viola - John Kurlander — Ingeniero - Richard Lancaster — Asistente de ingeniero - Jason Linn — Productor ejecutivo - Edwin Ospina — Percusión - Fil Pinheiro — Asistente del compositor, percusión y programación - Antonio Pinto — Cavaquinho, compositor, fender rhodes, guitarra (acústica), marimba, percusión, piano, quatro y viola da Gamba - Nelson Ríos — Violín - Nelson Antonio Ríos S. — Violín - Shakira — Compositora, letrista y voz - Lori Silfen — Representante - Sandeep Sriram — Dirección de Arte y coordinación de la banda sonora - Betina Stegmann — Violín | - Scott Steindorff — Productor Ejecutivo - Jill Streeter — Productor - Bob Suetholz — Violonchelo - Graham Sutton — Music Editor - Siba Velloso — Rabeca - Beto Villares — Guitarra - John Walsh FX — Representante de Negocios - Robin Whittaker — Editor musical |